# Dulce (fiume)
Il Dulce (in spagnolo: Río Dulce) è un fiume dell'Argentina che scorre nel centro-nord del Paese ed il principale immissario del bacino endoreico del Mar Chiquita.

## Percorso
Nasce come Río Anta dalla catena della Cumbres de Santa Barbara, nell'estremo sud della provincia di Salta, nel nord-ovest dell'Argentina. Successivamente il fiume è conosciuto come Río Tala e segna il confine amministrativo tra le province di Salta e Tucumán. Dopo l'immissione del fiume Candelaria, il Tala viene indicato come Río Salí e attraversa tutta la provincia tucumana, compreso il capoluogo San Miguel de Tucumán. Una volta entrato nella provincia di Santiago del Estero, è conosciuto come Río Hondo e forma un lago artificiale presso la cittadina di Termas de Río Hondo. Successivamente viene indicato come Río Dulce e, correndo in direzione sud-est, lambisce il capoluogo provinciale Santiago del Estero ed il suo sobborgo La Banda. Attraversa quindi la regione geografica del Gran Chaco formando paludi e zone umide sino ad entrare nei confini amministrativi di Córdoba dove prende il nome di Petri e sfocia nel Mar Chiquita.